# Diénes Attila
Diénes Attila (Marosvásárhely, 1942. szeptember 27. –) szobrászművész.

## Élete

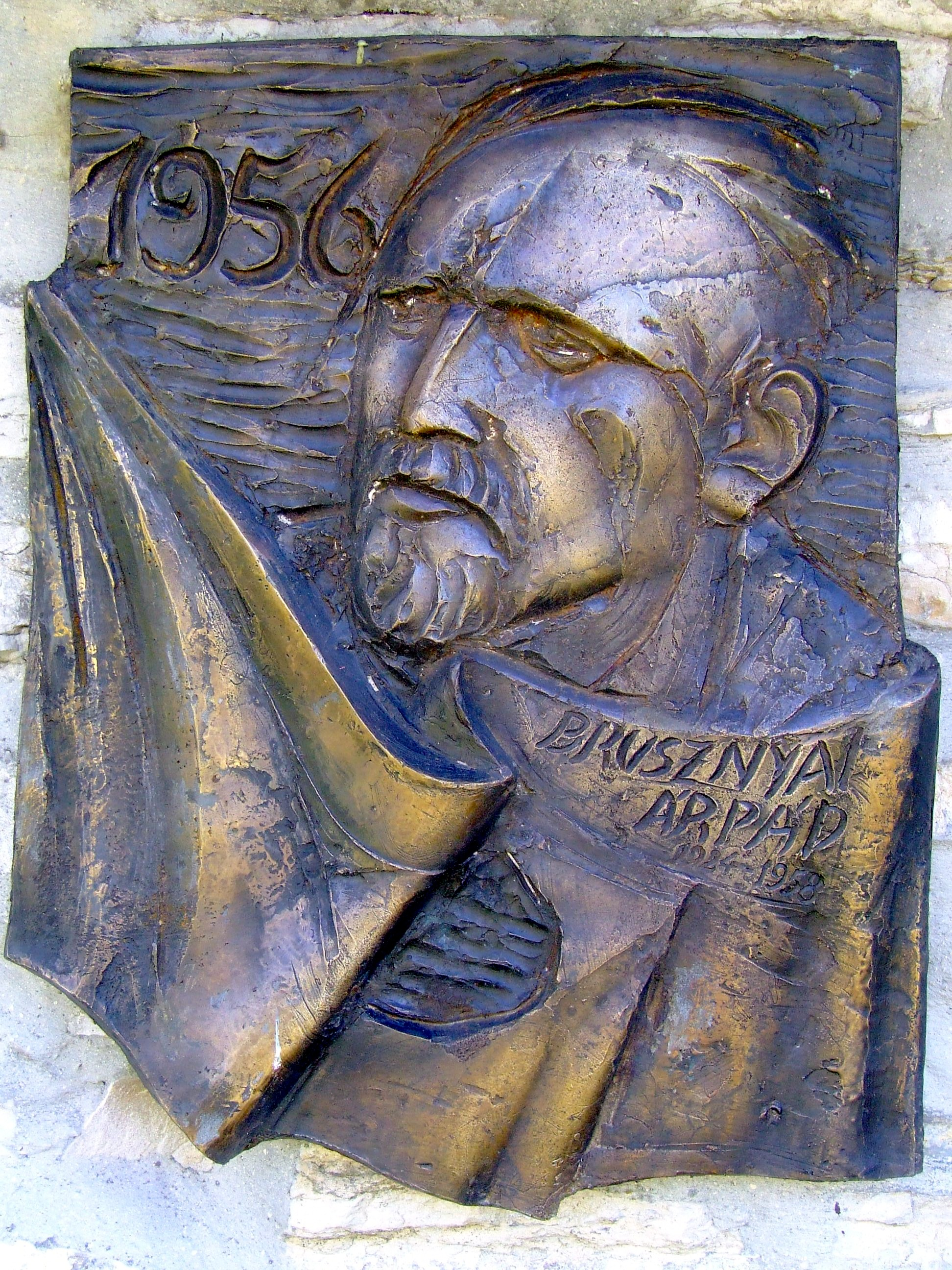
Brusznyai Árpád. Dombormű a veszprémi pantheonban

1968-ban végezte el a kolozsvári Ion Andrescu Képzőművészeti Egyetemet. 1970-től tagja a Romániai Képzőművészeti Szövetségnek. 1980-tól tagja az 1984-ig működő Marosvásárhelyi Műhelynek. 1988-tól Magyarországon él, Tagja a Magyar Alkotóművészek Országos Egyesületének, a Magyar Szobrász Társaságnak és a Magyar Képzőművészek és Iparművészet Szövetségének (1990). 1991-ben részt vett az újjáalakult Marosvásárhelyi Műhely kiállítás-sorozatán. 1990-től a Veszprémi Művészeti Céh tagja.

## Egyéni kiállításai
- 1978 Marosvásárhely;
- 1979 Bukarest, Orizont Galéria;

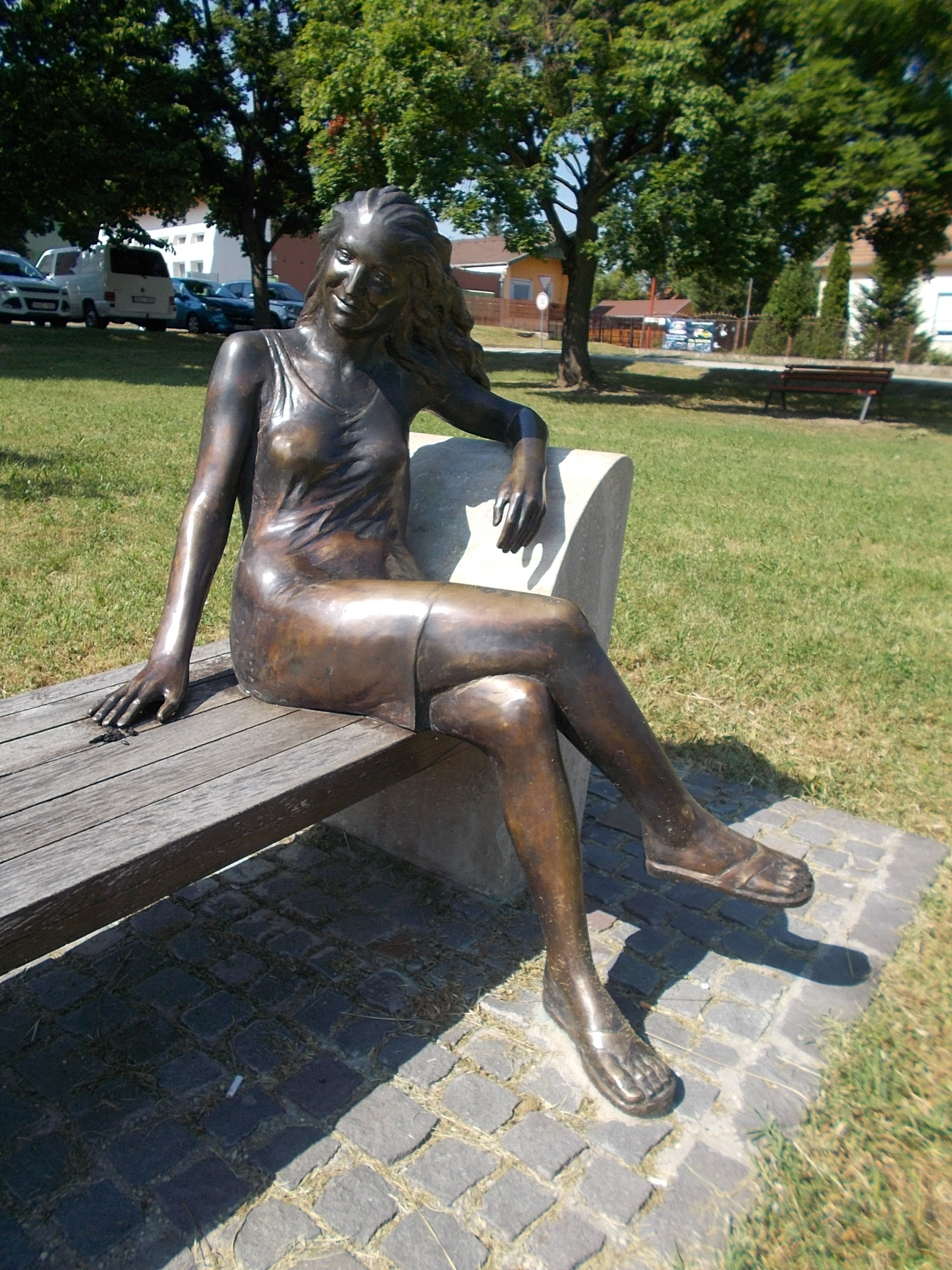
Bányász család (részlet), Ajka

- 1985 Marosvásárhely; Iserlohn (Németország); New York, Continental Art Galéria; Washington, Nemzeti Tudományos Akadémia;
- 1986 Colombus, USA, Nicolae Galéria;
- 1989 Kecskemét, Erdei Ferenc Művelődési Központ; Székesfehérvár, Országos Műemléki Felügyelőség kirendeltsége;
- 1990 Ajka, Kaszinó; Veszprém, Kisgaléria; Szentendre, Művésztelep Galéria;
- 1991 Washington, The Alle Rogers Galéria; Atlanta (USA), Lagerguest Galéria;
- 1992 Szombathely, Trébely Galéria; Balatonfüred;
- 1993 Kamen (Németország), Városháza kiállítóterme;
- 1994 Veszprém, Veszprémi Egyetem aulája;
- 1994 Budapest, Duna Galéria;
- 1995 Nürnberg, Fürth Múzeum; Drensteinfurt (Németország), zsinagóga; Salgótarján, Nógrádi Történeti Múzeum; Balatonfüred, Art-East Galéria;
- 1997 Veszprém, Kisgaléria;
- 1998 Győr, Petőfi Sándor Városi Művelődési Központ